# 勝川駅
勝川駅（かちがわえき）は、愛知県春日井市松新町六丁目および勝川町五丁目にある、東海旅客鉄道（JR東海）・JR東海交通事業の駅である。
JR東海の中央本線と、当駅を起点とするJR東海交通事業の城北線との接続駅である。中央本線にはCF06の駅番号が設定されている。JRの事務管コードは△530518を使用している。
JRの運行形態の詳細は「中央線 (名古屋地区)」を参照。

## 歴史
開業当時、東春日井郡（現在の春日井市を中心とした地域）の郡役所があった勝川町の駅として、中央本線の名古屋 - 多治見間開通と同時に、一般駅として開業した。その後、貨物取扱業務を新守山駅へ移管するなど、貨物および荷物の取り扱いを縮小し、現在では旅客のみの取り扱いとなっている。
JR東海の駅の高架化事業は2009年（平成21年）11月23日に上下線とも完了した。

### 年表
- 1900年（明治33年）7月25日：国有鉄道 名古屋駅 - 多治見駅間開通と同時に開業[2]。一般駅[2]。
- 1909年（明治42年）10月12日：線路名称制定[3]。中央西線の所属となる[3]。
- 1911年（明治44年）5月1日：線路名称改定[3]。当駅を含む中央西線が中央本線に編入される[3]。
- 1964年（昭和39年）4月1日：新守山駅に貨物取扱業務を移管、当駅での貨物の取り扱いを廃止[2]。
- 1984年（昭和59年）2月1日：荷物の取り扱いを廃止[2]。
- 1986年（昭和61年）3月21日：みどりの窓口（民営化後の「JR全線きっぷうりば」）を設置[4]。
- 1987年（昭和62年）4月1日：国鉄分割民営化により、東海旅客鉄道（JR東海）が継承[2][5]。
- 1991年（平成3年）12月1日：東海交通事業（現在のJR東海交通事業）城北線の駅が開業[6][7]。乗換駅となる。
- 1992年（平成4年）4月18日：JR東海の駅に自動改札機を設置[8]
- 1999年（平成11年）12月19日：南口駅舎が仮駅舎に移転[9]
- 2002年（平成14年）6月9日：JR東海の高架化工事に伴い、中央本線上り線が仮線に移転[10]。
- 2003年（平成15年）11月16日：JR東海の高架化工事に伴い、中央本線下り線が仮線に移転[11]。
- 2006年（平成18年）
  - 9月：下り線高架化[12]。
  - 11月25日：JR東海でICカード「TOICA」の利用が可能となる。
- 2009年（平成21年）11月23日：上り線が高架化され[12]、JR東海の駅が高架化が完了[1]。
- 2010年（平成22年）6月5日：JR東海の駅高架下の入り口を移設。
- 2024年（令和6年）
  - 2月29日：JR全線きっぷうりばの営業を終了[13]。
  - 3月1日：お客様サポートサービス導入に伴い無人化[14][15][注釈 1]。サポートつき指定席券売機を導入[14][15]。

## 駅構造

### JR東海
単式ホーム2面2線を有する高架駅。
勝川駅周辺総合整備事業の一環として、高架化工事が行われ、2009年（平成21年）11月23日に上下線の高架化が完了した。その後は上り地上仮設線や仮駅舎などの撤去・ペデストリアンデッキの設置、北口側ロータリーと南口側ロータリーをつなぐ高架下道路の整備などが行われ、全体の完成は2010年度（平成22年度）である。
お客様サポートサービスが導入されている無人駅であり、春日井駅が当駅を管理する。改札口は高架内部の中2階に設けられている。改札口には自動改札機が設置されており、うち2台はTOICA専用自動改札機である。
バリアフリー化が図られており、地上コンコース、改札口、ホームの各フロア間は、エレベーター・エスカレーターで移動することができる。
改札フロアの改札外には、店舗施設がある。地上コンコースには、高架下に南北を結ぶ自由通路が設けられている。
将来的にJR東海交通事業の城北線が乗り入れることを想定し、島式ホーム（2面4線）化に対応した構造となっている。現状では1番線と2番線とはそれぞれ独立した単式ホームで、その間には城北線が使う予定とされる中線ホームとなっているが、具体的な乗り入れ時期などは未定であり、使用されていないために柵が設置されている。春日井市は、東海旅客鉄道に対し乗り入れ要望を継続的に行うこととしている。また、高架下のスペースに商業施設を誘致するなどの構想もある。

#### のりば
| 番線 | 路線        | 方向 | 行先       |
| ---- | ----------- | ---- | ---------- |
| 1    | CF 中央本線 | 下り | 中津川方面 |
| 2    | CF 中央本線 | 上り | 名古屋方面 |

（出典：JR東海:駅構内図）

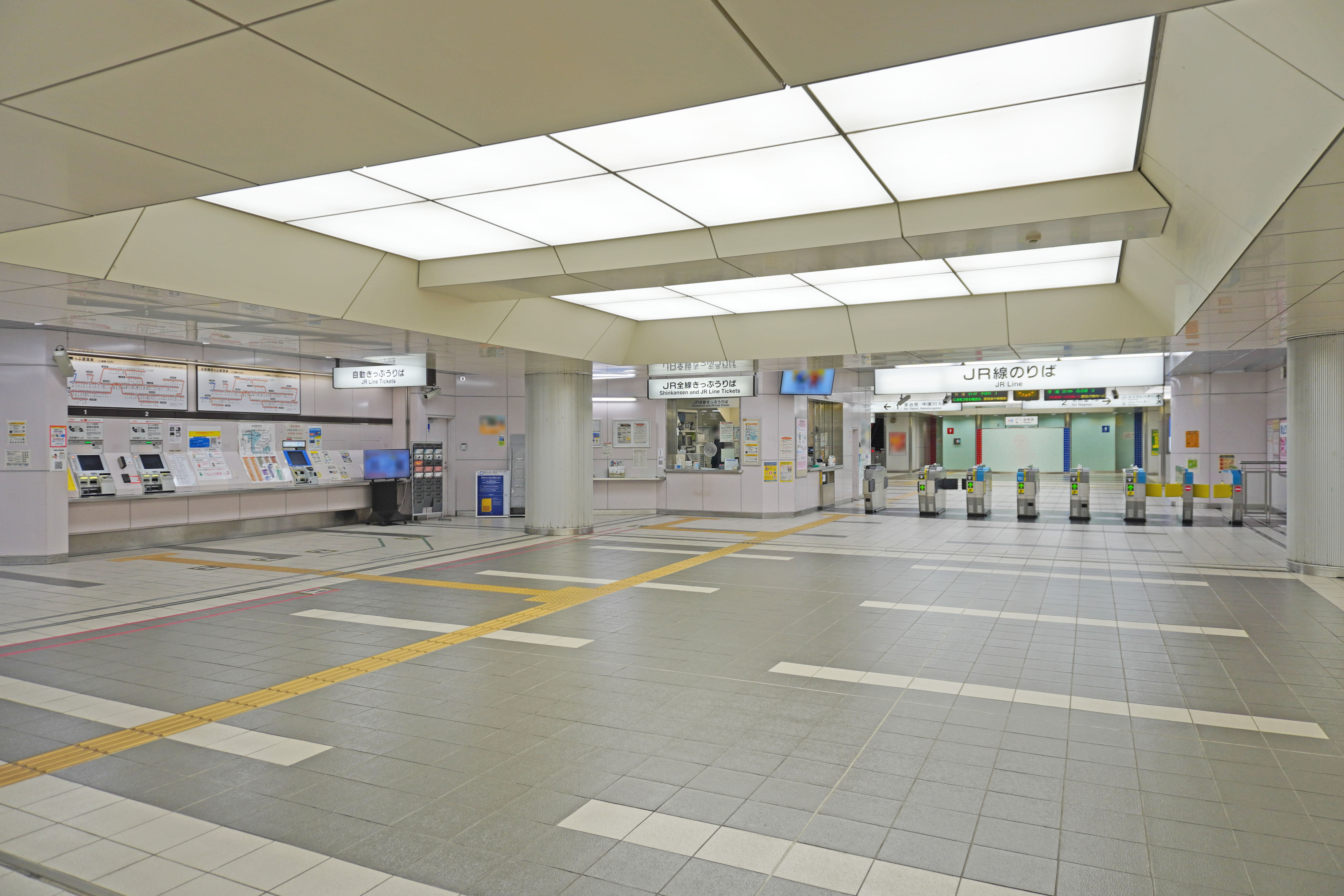
改札口と切符売り場（2023年1月）
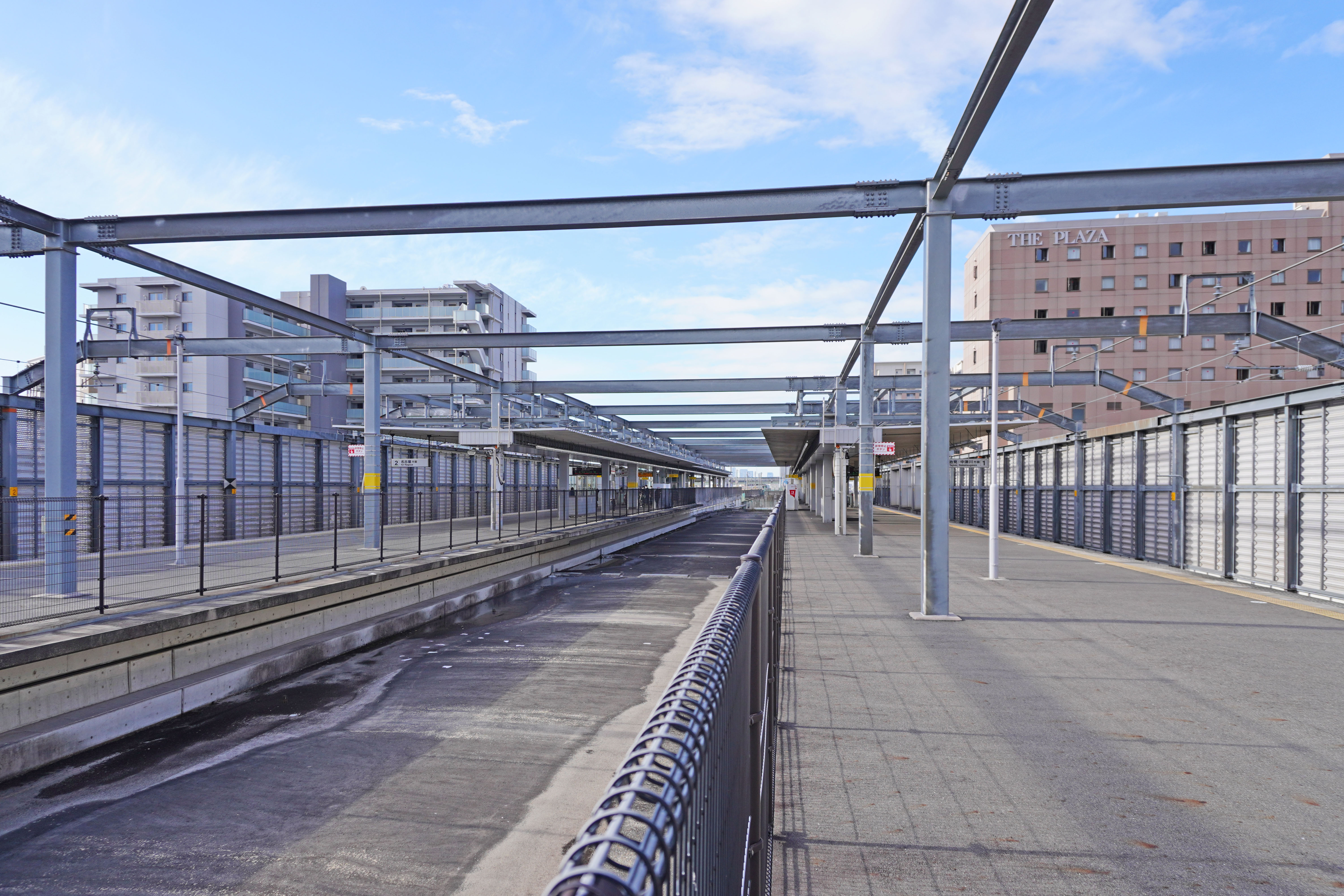
ホーム（2023年1月） 右端に1番線、左端に2番線。中央2線分は路盤のみ。
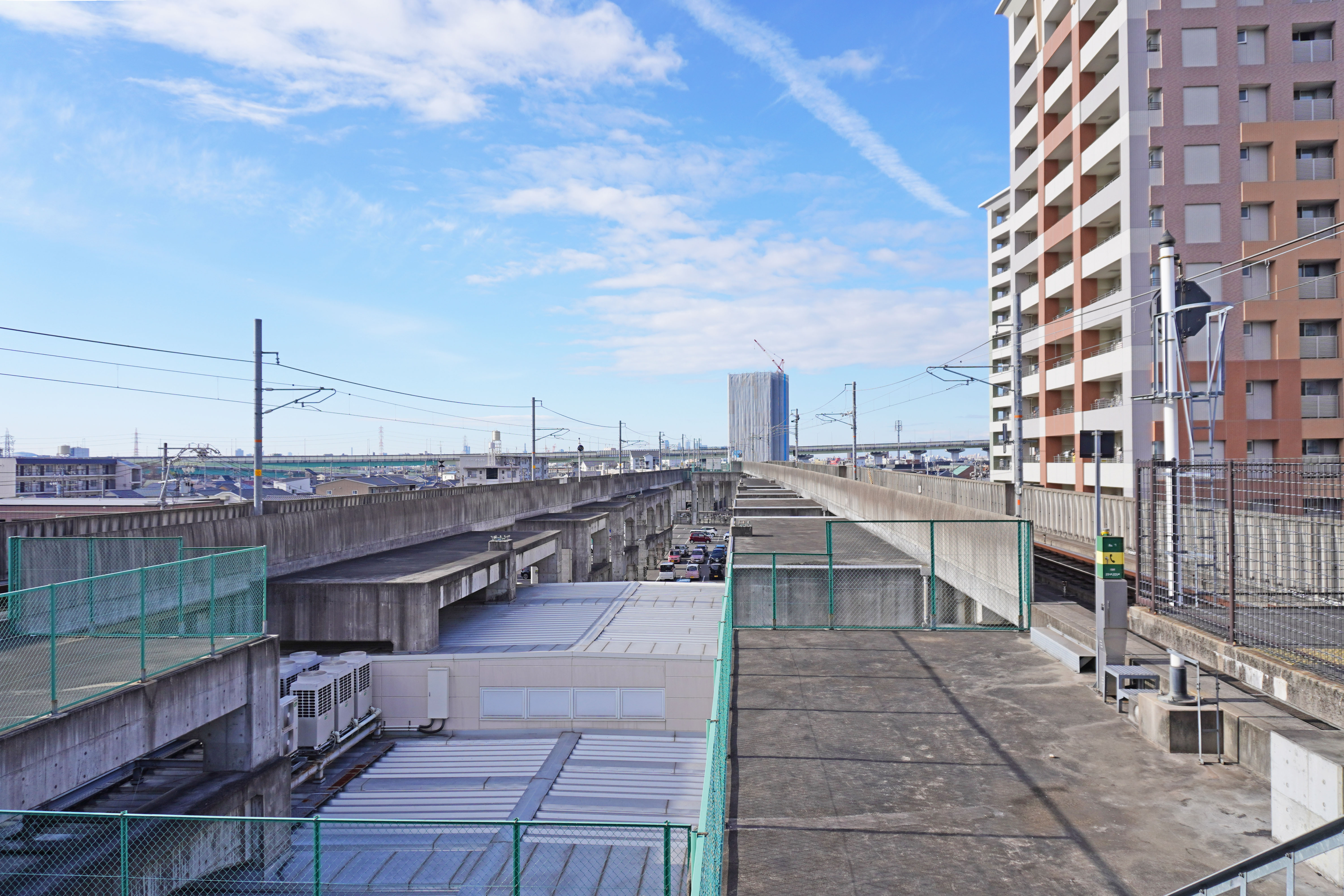
新守山方面を望む（2023年1月） 中央には城北線延伸に備えたスペースを有する。
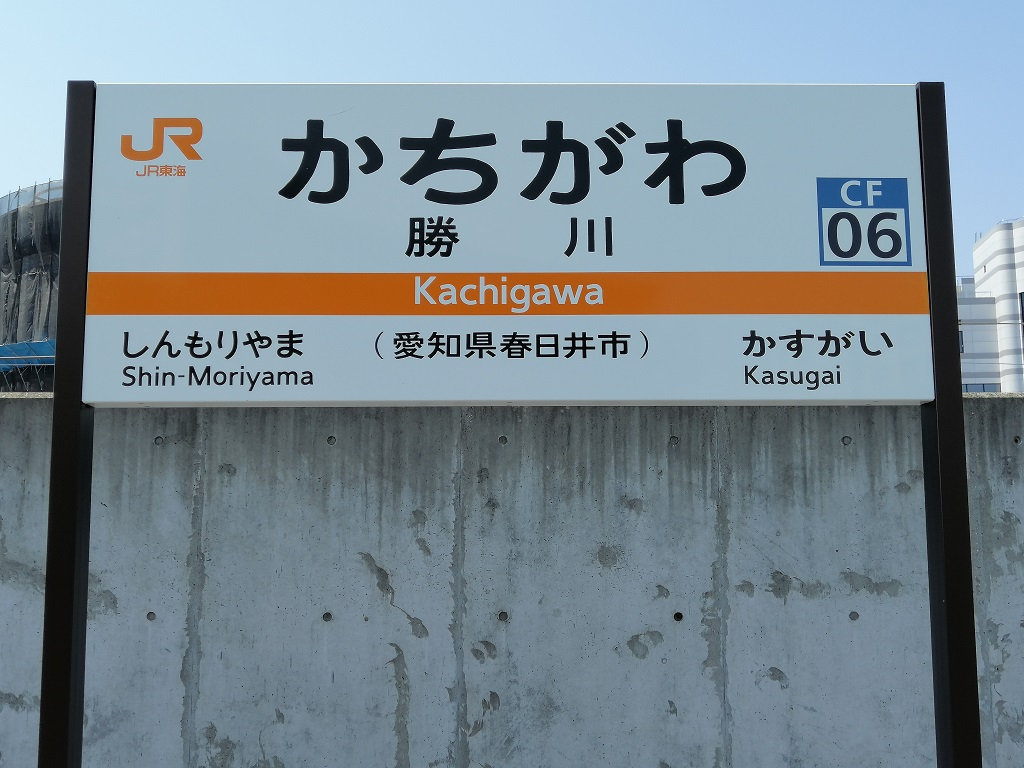
駅名標（2020年4月）

### JR東海交通事業
単式ホーム1面1線を有する高架駅。駅舎などはなく、JR東海交通事業の駅員も配置されていない。ホームは1線しかないが、「1番線」の番号が振られている。ホームは枇杷島駅方を向いて、右側に設置されている。線路は駅を出るとすぐ複線になる。地上からは階段のみで繋がっており、エレベーターやエスカレーターは設置されていない。
将来的にはJR駅と統合する計画があることから、駅設備はあくまで仮設のものである。構内には仮設の車両検査施設を有する。
城北線の勝川駅は、中央本線の駅より西方に約500m離れた場所にある。そのため、中央本線との連絡には約5分から10分ほど必要である。
当駅からの乗車券はJR勝川駅の自動券売機にて販売されている。TOICAのチャージ残額でも購入可能となっている。JRの券売機で購入しなかった利用客は、乗車整理券を取って下車駅で精算する形になる（JRから城北線への連絡乗車券を所持している場合は乗車整理券を取る必要はない）。なおJR勝川駅高架化以前はJR改札内から外へ出ずに城北線勝川駅へ通じる通路が存在した。
JR勝川駅にて行われている高架化事業では城北線乗り入れの準備工事こそ行われているものの、実際に乗り入れる目処は立っていない。
JRの駅とは離れているために連絡改札口は存在しないが、当駅以外のJR線の駅によっては当駅乗換の城北線への連絡乗車券が発売されている。この場合、城北線に乗り換える際に当駅自動改札機に入れても、有効期間中であれば回収されない（一時出場と見なされる）。

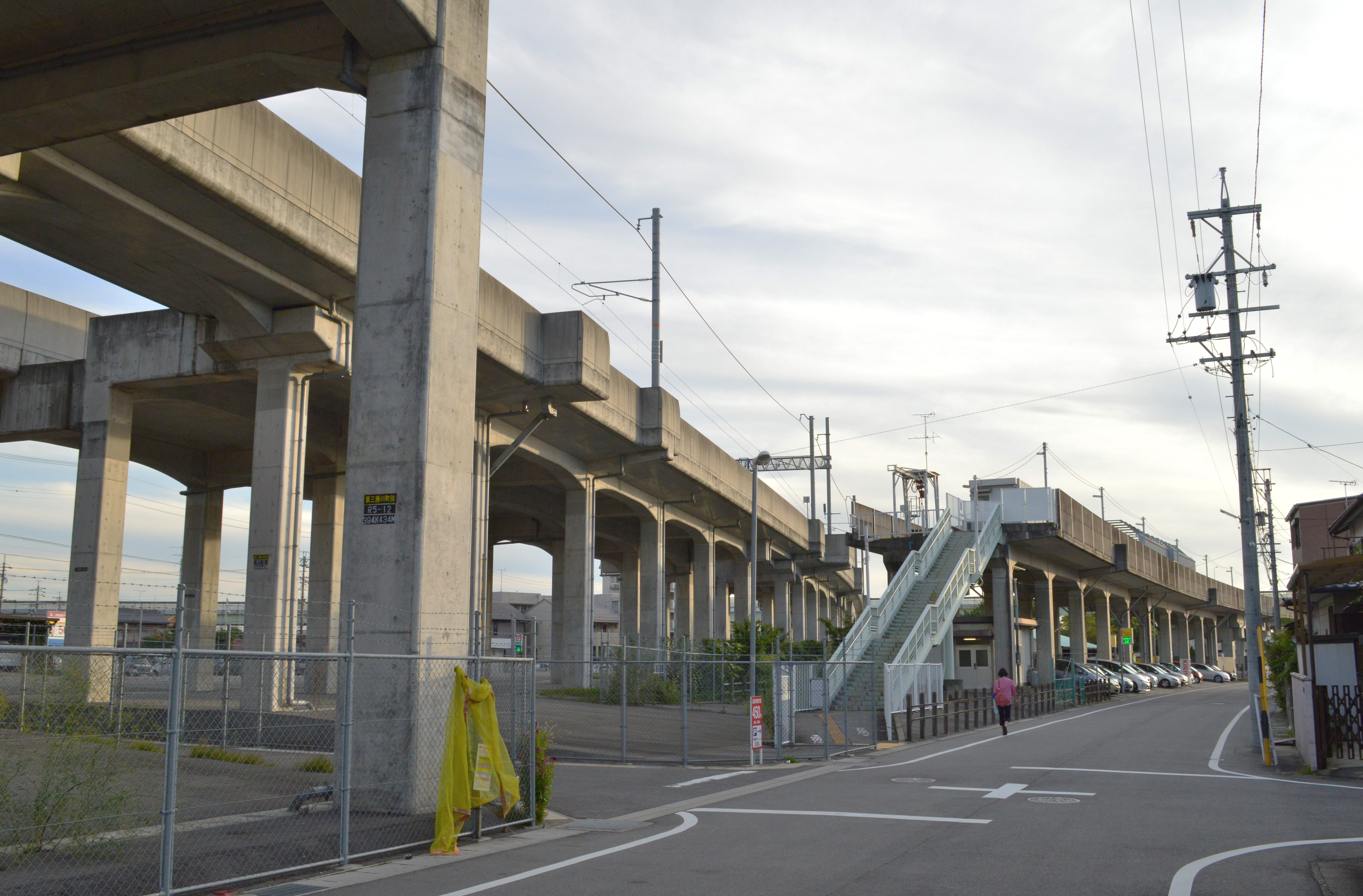
東口（右）と中央本線（左）（2015年9月）
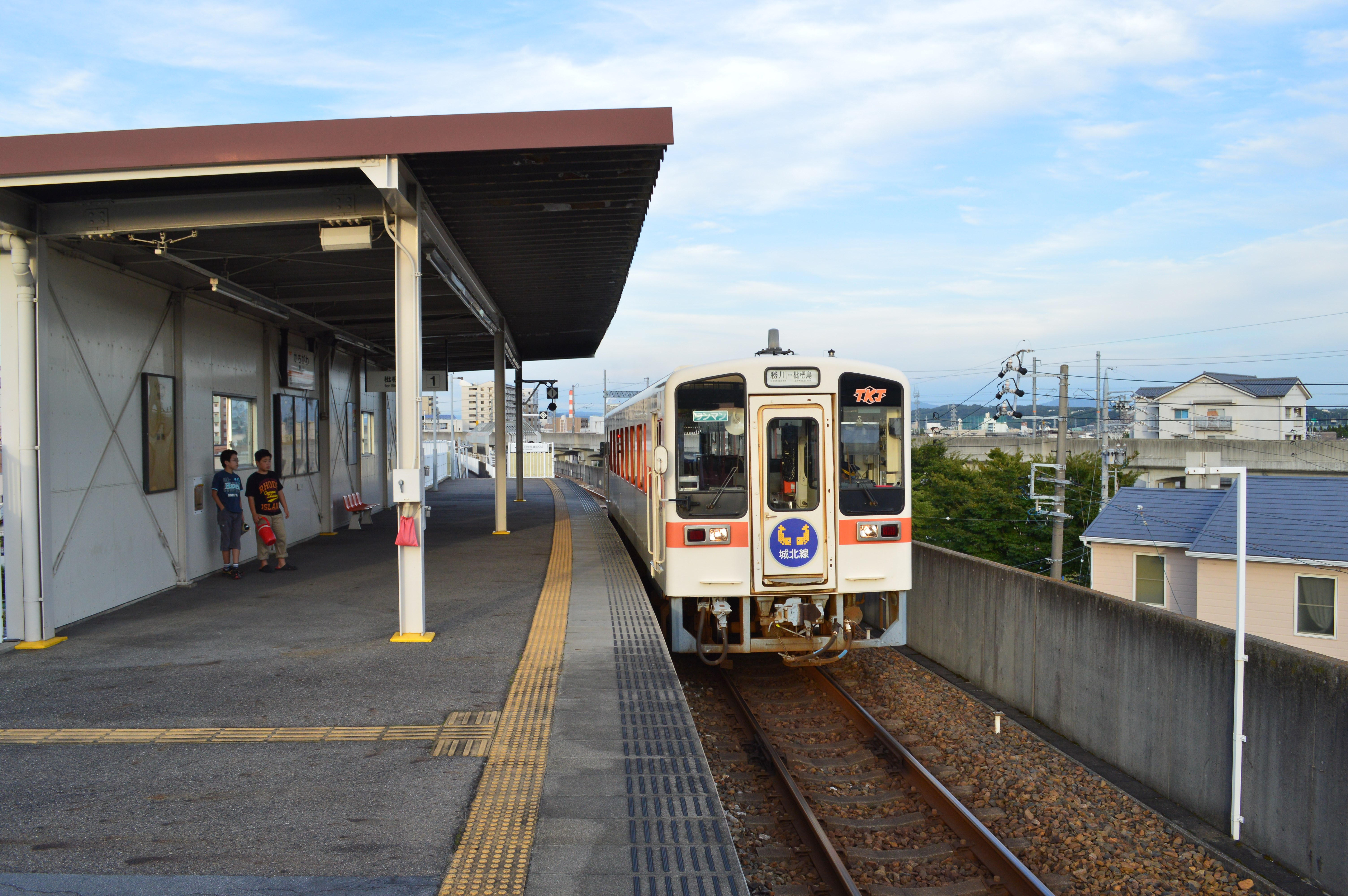
ホーム（2015年9月）
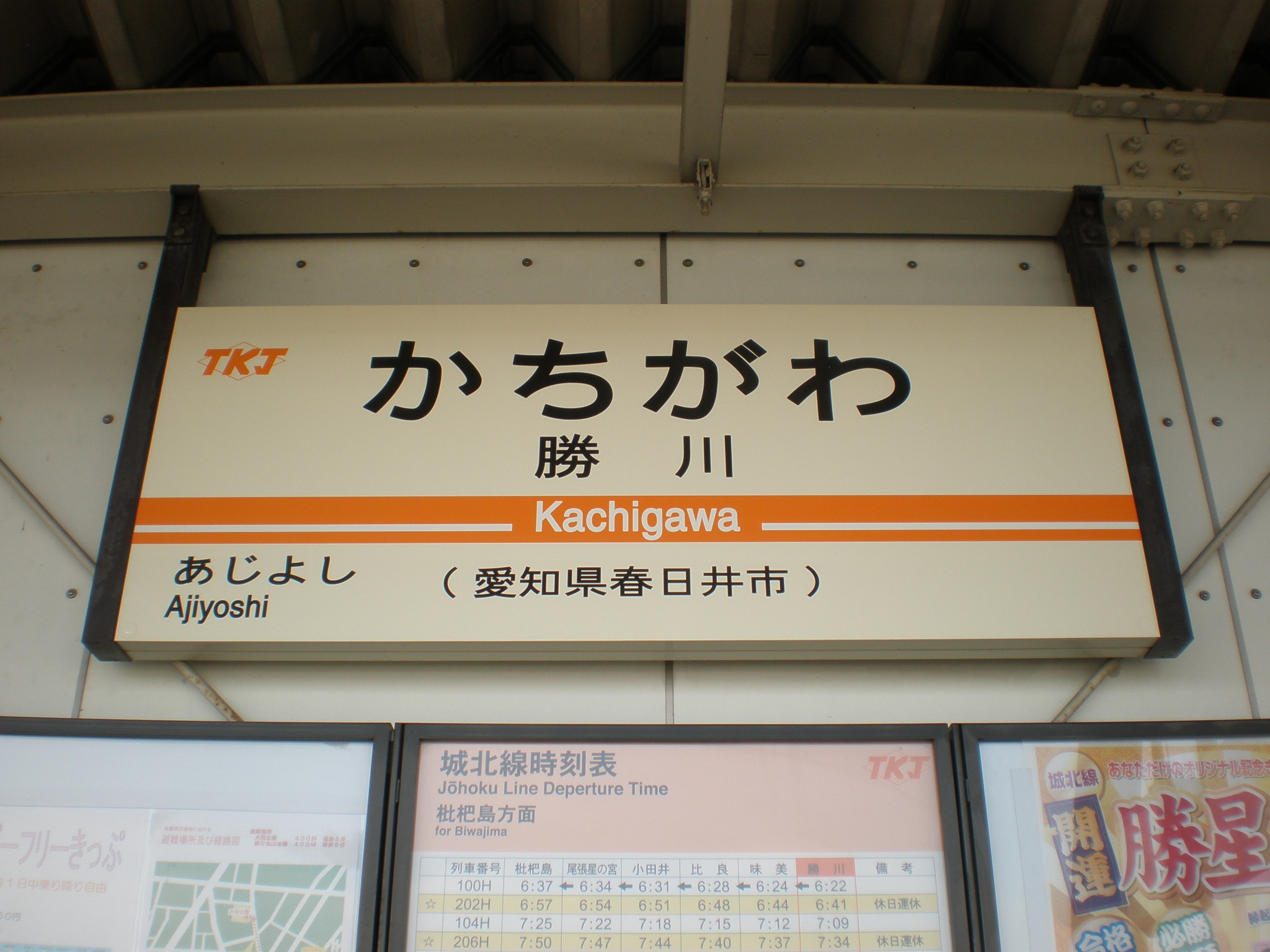
駅名標（2009年5月）

## 利用状況
「春日井市統計書」によれば、近年の1日平均乗車人員は以下の通り。
| 年度               | JR     | 城北線 |
| ------------------ | ------ | ------ |
| 2002年（平成14年） | 15,391 | 188    |
| 2003年（平成15年） | 14,654 | 167    |
| 2004年（平成16年） | 14,572 | 154    |
| 2005年（平成17年） | 14,764 | 166    |
| 2006年（平成18年） | 14,777 | 173    |
| 2007年（平成19年） | 15,024 | 204    |
| 2008年（平成20年） | 15,426 | 195    |
| 2009年（平成21年） | 15,239 | 206    |
| 2010年（平成22年） | 15,407 | 195    |
| 2011年（平成23年） | 15,592 | 191    |
| 2012年（平成24年） | 15,878 | 200    |
| 2013年（平成25年） | 16,249 | 203    |
| 2014年（平成26年） | 16,470 | 203    |
| 2015年（平成27年） | 16,937 | 207    |
| 2016年（平成28年） | 17,330 | 238    |
| 2017年（平成29年） | 17,579 | 238    |
| 2018年（平成30年） | 17,742 | 251    |
| 2019年（令和元年） | 17,601 | 245    |
| 2020年（令和02年） | 13,689 | 220    |
| 2021年（令和03年） | 14,294 | 233    |

## 駅周辺

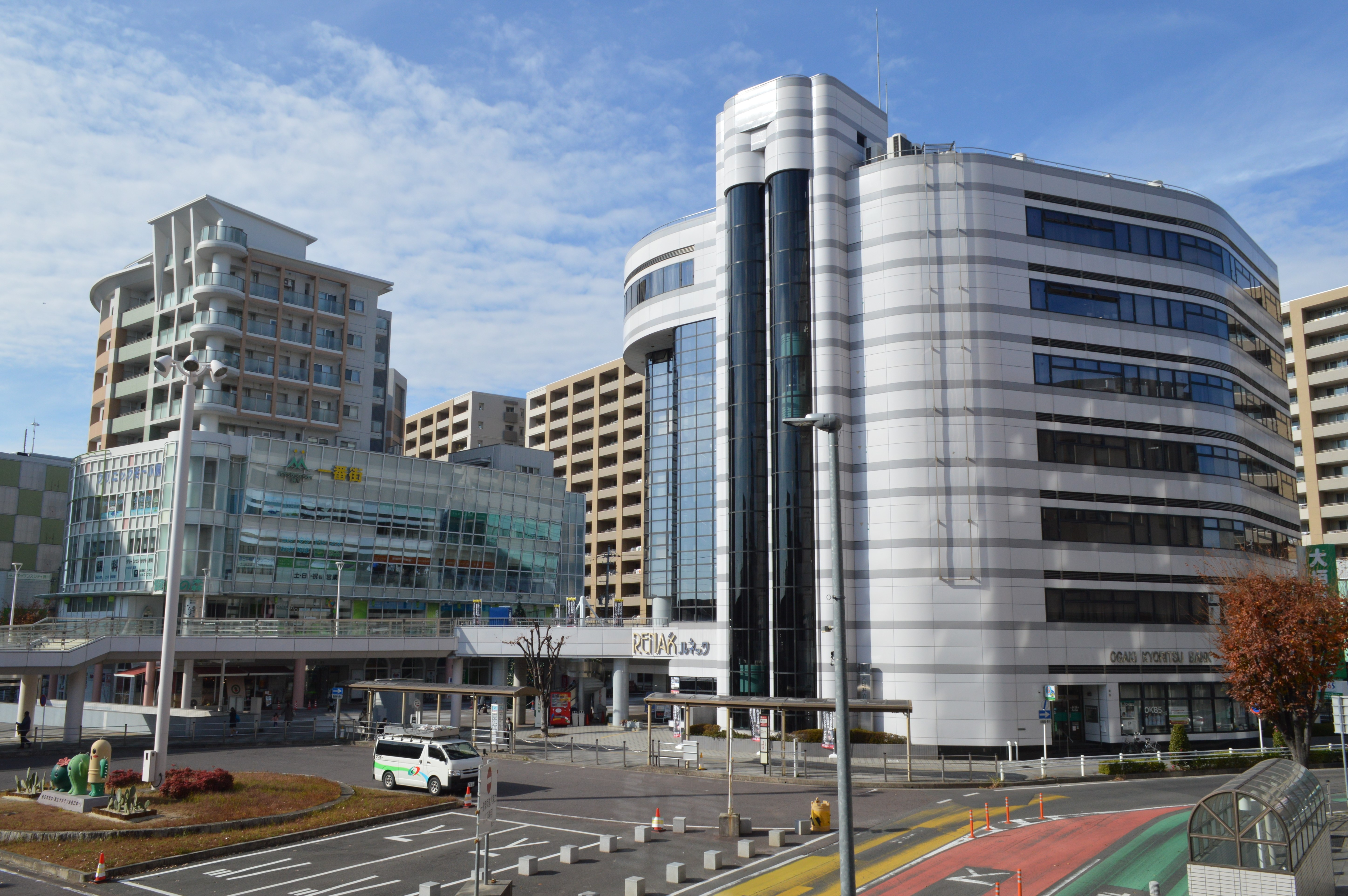
北口周辺

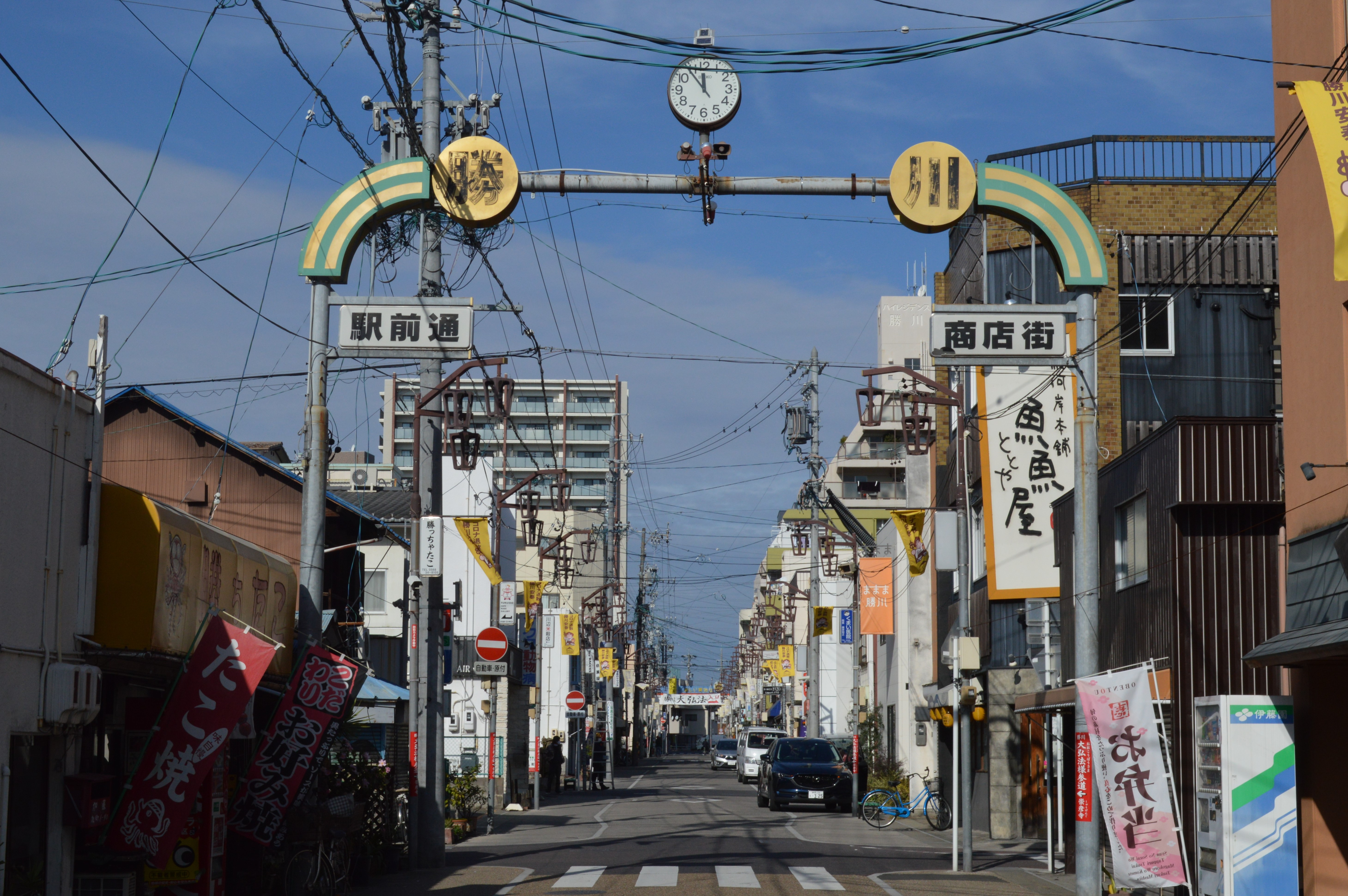
勝川駅前通商店街

- ルネッサンスシティ勝川
- マックスバリュエクスプレス勝川駅店[18]
- ルネッサンスシティ勝川ネクシティパレッタ
- 西友松河戸店
- ルネック
- 東春信用金庫勝川支店
- 勝川駅前通商店街（勝川大弘法通り商店街）
- 崇彦寺（勝川大弘法）[注釈 7]
- 勝川フランテ
- あいち銀行勝川支店（旧・愛知銀行）
- 西友勝川店
- ホテルプラザ勝川
- 春日井勝川郵便局
- 勝川サザンクラス
  - バロー勝川店（2017年10月6日オープン[19]）
  - ライフガーデン勝川
- あいち銀行勝川中央支店（旧・中京銀行）
- 春日井郵便局
- イオン春日井ショッピングセンター
- 愛知県立春日井高等学校
- 愛知県立春日井高等特別支援学校
- 国道19号（春日井バイパス）
- 愛知県道508号内津勝川線（下街道）
- 下条線
- 味美線
- 国道302号（名古屋環状2号線）
- 名古屋第二環状自動車道（名二環）勝川インターチェンジ
- コノミヤ 中切店

## バス路線

### 勝川駅（北口）
各社とも媒体によって「勝川駅」「勝川駅前」で表記が揺れている。
名鉄バス
- 1番乗り場
  - 40：神領駅北口行
  - 41：県医療療育総合センター行
  - 42：藤山台南行
- 2番乗り場
  - 春日井市民病院行（かすがいシティバス）
- 3番乗り場
  - 50：小牧駅行
  - 51・52：春日井市民病院行
  - 中央道高速バス新宿線（中央高速バス名古屋線）：新宿駅南口（バスタ新宿）行

あおい交通
- 2番乗り場
  - 名古屋空港直行バス

### 勝川駅南（南口）
名鉄バス
- 道風記念館
- 南部ふれあいセンター
- 春日井駅南口
- 春日井市民病院行き（かすがいシティバス）

## 隣の駅
東海旅客鉄道（JR東海）
CF 中央本線
■快速
春日井駅 (CF07) - 勝川駅 (CF06) - 大曽根駅 (CF04)
■区間快速・■普通
春日井駅 (CF07) - 勝川駅 (CF06) - 新守山駅 (CF05)
JR東海交通事業
〓 城北線
勝川駅 - 味美駅